# Andreas Diekmann
Andreas Diekmann (* 31. Juli 1951 in Lübeck) ist ein deutscher Soziologe.

## Werdegang
Andreas Diekmann wuchs in Lübeck auf und absolvierte dort sein Abitur. Anschließend studierte er ab 1970 Soziologie, Psychologie und Wirtschaftswissenschaften an der Universität Hamburg, wo er 1979 zum Dr. rer. pol. promovierte. Sein Doktorvater war Karl-Dieter Opp. Bis 1984 war er daraufhin in Österreich am Institut für Höhere Studien in Wien tätig, ehe er 1984 Assistent am Lehrstuhl von Rolf Ziegler am Institut für Soziologie der Universität München wurde. Dort habilitierte er sich 1987.
Anschließend war Diekmann wissenschaftlicher Direktor am Zentrum für Umfragen, Methoden und Analysen (heute: GESIS) in Mannheim, ehe er 1989 an der Universität Mannheim Professor für Forschungsmethoden und Statistik an der sozialwissenschaftlichen Fakultät wurde. 1990 wechselte er in die Schweiz an die Universität Bern und war dort bis 2003 Lehrstuhlinhaber für empirische Soziologie und Statistik. Seit 2003 war Diekmann als Professor für Soziologie an der Eidgenössischen Technischen Hochschule Zürich tätig. Seit 2018 ist Diekmann Seniorprofessor am Institut für Soziologie der Universität Leipzig. Diekmann hat mehrere Rufe auf Lehrstühle erhalten, die er ablehnte, unter anderem von der Universität Bremen, der FU Berlin und der Universität Köln.
Seine Arbeitsgebiete sind unter anderem die Methodik der empirischen Sozialforschung, Spieltheorie und Umweltsoziologie, in welchen er auch Lehrbücher verfasste.
Seit 2000 ist Diekmann Mitglied der European Academy of Sociology. Seit 2001 ist Diekmann Mitglied der Leopoldina. Im akademischen Jahr 2017/18 war Diekmann Fellow am Wissenschaftskolleg in Berlin. Seit 2020 ist er Mitglied im wissenschaftlichen Beirat des Hans-Albert-Instituts.

## Werke (Auswahl)
- Empirische Sozialforschung. Grundlagen, Methoden, Anwendungen. In: Rowohlts Enzyklopädie. Band 551, [Originalausgabe], Rowohlt, Reinbek bei Hamburg 1995, ISBN 3-499-55551-4 (aktuelle 20. Auflage: vollständig überarbeitete und erweiterte Neuausgabe als Rowohlt-Taschenbuch 55678, 2009, ISBN 978-3-499-55678-4).
- mit Peter Preisendörfer: Umweltsoziologie. Eine Einführung. In: Rowohlts Enzyklopädie. Band 595,  rororo 55595, Reinbek bei Hamburg 2001, ISBN 3-499-55595-6 (zuvor mit Carlo C. Jaeger: Umweltsoziologie. Westdeutscher Verlag, Opladen 1996, ISBN 3-531-12688-1).
- Spieltheorie: Einführung, Beispiele, Experimente. In: Rowohlts Enzyklopädie, ISBN 978-3-499-55701-9, Reinbek bei Hamburg, 4. Aufl., 2016.
- Klimakrise. Wege aus dem Dilemma, Nomos, Baden-Baden 2024, ISBN 978-3-7560-1635-8.